# SK이노베이션
SK이노베이션(영어: SK Innovation)은 대한민국의 에너지·화학 기업으로 SK그룹의 석유화학사업부문의 중간 지주회사다. 

## 역사
SK이노베이션은 1962년 국내 최초의 정유회사인 '대한석유공사'로 출범해 국내 석유사업 발전을 주도하고 국가경제 발전을 견인하는 중추적인 역할을 맡아왔다. 1980년 SK그룹(당시 선경그룹)에 인수되었고, 1982년 사명을 '유공'으로 변경, 민간기업으로 거듭났다. 1997년에는 Global 경쟁시대를 맞아 브랜드 가치를 높이고 경쟁력을 강화하기 위해 SK주식회사로 CI 체계를 변경했다. 2007년에 들어서는 SK그룹이 지주회사체제로 전환됨에 따라 SK주식회사 내의 에너지·화학 분야를 분리해 SK에너지로 재탄생했으며, 고유사업영역인 에너지·화학사업의 시너지를 높임으로써 한층 강력해진 성장잠재력을 추구하게 되었다.
2011년 1월 미래 성장동력을 발굴·추진하는 SK이노베이션, 석유사업을 담당하는 SK에너지, 화학사업을 담당하는 SK종합화학, 윤활유사업을 맡고 있는 SK루브리컨츠의 4사 독자경영체제가 출범하였다.
이후 2013년 7월, 5개 자회사(SK에너지, SK종합화학, SK루브리컨츠, SK인천석유화학, SK트레이딩인터내셔널)로 재편하였으며 2019년 SK아이이테크놀로지를 추가하여 6번째 회사이다.

## SK이노베이션 구조
2010년 이사회 결의에 따라 SK에너지는 SK이노베이션을 모회사로 SK에너지, SK종합화학(SK Global Chemical), SK루브리컨츠를 자회사로 하는 4개의 회사로 물적분할을 하게 된다. 따라서 SK에너지는 SK이노베이션으로 사명을 변경하여 존속법인으로 남고, SK에너지, SK종합화학, SK루브리컨츠는 3개의 신설법인으로 설립되었으며, 각 사는 모두 SK이노베이션의 100% 자회사로 되었다. 이후 2013년 7월, SK에너지 인천컴플렉스와 트레이딩사업부를 SK인천석유화학과 SK트레이딩인터내셔널을 출범시키면서 SK이노베이션 산하의 총 5개 자회사 체제를 구축하였다.
SK인천석유화학은 1조 6천억 원을 투자해 2014년 3분기까지 콘덴세이트(초경질원유)를 기반으로 파라자일렌(PX) 등 고부가 석유화학 제품을 생산하는 설비를 증설하고 중국을 비롯한 글로벌 시장을 집중 공략할 예정이며, SK트레이딩인터내셔널은 SK에너지와 연계한 트레이딩 사업을 기반으로 거래처, 지역, 제품군 등을 확대해 글로벌 트레이딩 전문 기업으로 성장한다는 목표를 두고 있다.
SK루브리컨츠는 2009년 9월 12일 임시주총을 통해 CIC체제 시절 이미 분사하여 독립경영에 나서왔고, 괄목할 경영실적을 올리며 회사의 분할 가능성에 불을 지폈다는 평가를 받는다.
종래의 SK에너지는 원유를 정제하는 사업부문과 석유화학사업부문을 동시에 운영하고 있었고, 여기에 윤활유사업부문, 자동차용 2차전지 및 관련 소재 개발 그리고 기술원 차원의 R&D도 수행하여 왔다. 그러나 분할 이후 원유를 정제하는 정유사업은 SK에너지와 SK인천석유화학이, 석유화학산업은 SK종합화학과 SK인천석유화학이, 윤활유사업부문은 SK루브리컨츠, 트레이딩부문은 SK트레이딩인터내셔널이 맡게 된다. SK이노베이션은 5개 자회사의 주식을 모두 소유한 모회사인 동시에 자원개발사업 및 자동차용 2차전지 및 정보전자소재사업 그리고 R&BD를 영위하는 이른바 사업지주회사의 역할을 맡게 되었다.

## 지배구조
SK이노베이션 이전의 SK에너지는 이사회의 사외이사 비율이 70%(10명중 7명)로서, 사외이사만으로도 특별결의요건을 충족할 수 있어, 이사회의 독립성이 확보되어 있다. 또한 이사회 운영 프로세스 정립과 이사회 정례화 등을 통해 이사회 운영의 효율성이 제공되어 있다. 이러한 지배구조의 개선에 힘입어 2009년, 한국거래소와 기업지배구조센터에서 공동으로 주관하는 "2009 지배구조 우수기업 시상식"에서 "지배구조 최우수기업"으로 선정되었다.

## 사업 영역
- 정유 사업
- 화학 사업
- 윤활유사업
- 연구 개발

## 같이 보기
- SK그룹
- SK E&S
- 제주 유나이티드 FC